# Amara-tó
Az Amara-tó (románul: Lacul Amara) sós vizű limán tó, amely a romániai Ialomița megyében fekvő Amara városának közelében található. Gyógyhatású iszapja és ásványi anyagokban gazdag vize népszerű gyógyüdülőhellyé tette.

## Jellemzői
A tó területe 132 hektár, vízmennyisége 2 600 000 m3, hossza 4 km, szélessége pedig 200 és 800 m között változik, míg a legnagyobb mélység eléri a 3 métert. A tó egy mélyedésben található, és nincs kapcsolata a Ialomița folyóval. Az egész éven át tartó friss édesvízellátás hiánya és a száraz éghajlat által kiváltott párolgás miatt a tóban a sók koncentrációja meglehetősen magas. Az iszapréteg vastagsága 30–60 cm.
A tó mélysége csökkenő tendenciát mutat 1965-1966 óta. A 4 méternél nagyobb mélységértékeket az 1970-1971-es években érték el; ekkor a termőföldek és a közeli épületek árvízvédelmének érdekében érdekében csatornát építettek a felesleges víz elvezetésére. Ez az intézkedés rendkívül negatív hatással volt a víz sótartalmára: 1887-ben a víz sókoncentrációja még 89,45 g / l volt, amely aztán 1976-ban 7,7 g / l-re zuhant, ami elősegítette az édesvízi fauna kialakulását,így a tó környéke 2003 óta védett terület. Ugyanakkor csökkent a víz és az iszap gyógyító hatása, valamint  az iszap utánpótlása, és az eutrofizáció is felgyorsult.

## Gyógyhatása
A hipertóniás víz gazdag szulfát-sókban, hidrogén-karbonátokban, kloridokban, jodidokban, bromidokban és magnézium-sókban, amelyek egy különböző betegségek terápiás kezelésére alkalmazott gyógyiszap kialakulásához járultak hozzá. A víz általános ásványianyag-koncentrációja körülbelül 9,8 g / l. A szapropél iszap körülbelül 40% szerves és 41% ásványi anyagot tartalmaz. Az iszapot a mozgásszervi bántalmak, a nőgyógyászati problémákkal és meddőséggel, valamint bőrbetegségekkel küzdő betegek számára ajánlják. Az iszapfürdő nem ajánlott szív- és érrendszeri betegségekben, Graves-kórban, asztmában vagy fertőző betegségekben szenvedőknek. Mivel a turisztikai lehetőségek nem megfelelőek, Amara város önkormányzata fesztiválok szervezésével és további beruházásokkal próbálja fellendíteni a helyi idegenforgalmat.

## Fordítás
- Ez a szócikk részben vagy egészben  a   Lake Amara című angol Wikipédia-szócikk ezen változatának fordításán alapul.  Az eredeti cikk szerkesztőit annak laptörténete sorolja fel. Ez a jelzés csupán a megfogalmazás eredetét és a szerzői jogokat jelzi, nem szolgál a cikkben szereplő információk forrásmegjelöléseként.
- Ez a szócikk részben vagy egészben  a   Lacul Amara, Ialomița című román Wikipédia-szócikk ezen változatának fordításán alapul.  Az eredeti cikk szerkesztőit annak laptörténete sorolja fel. Ez a jelzés csupán a megfogalmazás eredetét és a szerzői jogokat jelzi, nem szolgál a cikkben szereplő információk forrásmegjelöléseként.